# Porrogszentpál, Somogy
Porrogszentpál  este un sat în districtul Csurgó, județul Somogy, Ungaria, având o populație de 89 de locuitori (2011). 

## Demografie
Componența etnică a satului Porrogszentpál
     Maghiari (100%)
Componența confesională a satului Porrogszentpál
     Romano-catolici (49,44%)
     Luterani (28,09%)
     Fără religie (7,87%)
     Necunoscută (14,61%)
Conform recensământului din 2011, satul Porrogszentpál avea 89 de locuitori. Din punct de vedere etnic, majoritatea locuitorilor (100,0%) erau maghiari. Nu există o religie majoritară, locuitorii fiind romano-catolici (49,44%), luterani (28,09%) și persoane fără religie (7,87%). Pentru 14,61% din locuitori nu este cunoscută apartenența confesională.